# Magnetyczna spinowa liczba kwantowa
Magnetyczna spinowa liczba kwantowa (ms) – w przypadku pojedynczego elektronu może przyjmować dwie wartości: -½ i ½. Elektrony, rozróżniające się tylko wartością tej liczby kwantowej, są opisywane tym samym orbitalem w atomie. 
Często o elektronach różniących się znakiem magnetycznej kwantowej liczby spinowej mówi się, że mają przeciwne spiny.
Kwantuje orientację przestrzenną spinu elektronu, czyli określa jego rzut (Sz) na wyróżniony kierunek (np. przyłożonego zewnętrznego pola magnetycznego) zgodnie ze wzorem:
{\displaystyle S_{z}=m_{s}h/2{\pi }}
gdzie:
h- stała Plancka
π- liczba pi